# Sojus T-14
Sojus T-14 ist die Missionsbezeichnung für den am 17. September 1985 gestarteten Flug eines sowjetischen Sojus-Raumschiffs zur sowjetischen Raumstation Saljut 7. Es war der neunte Besuch eines Sojus-Raumschiffs bei dieser Raumstation und der 75. Flug im sowjetischen Sojusprogramm. Im Rahmen des Saljut-Programms trug die Mannschaft die Missionsbezeichnung Saljut 7 EO-4.

## Besatzung

### Startbesatzung
- Wladimir Wladimirowitsch Wasjutin (1. Raumflug), Kommandant
- Georgi Michailowitsch Gretschko (3. Raumflug), Bordingenieur
- Alexander Alexandrowitsch Wolkow (1. Raumflug), Forschungskosmonaut

### Ersatzmannschaft
- Alexander Stepanowitsch Wiktorenko, Kommandant
- Gennadi Michailowitsch Strekalow, Bordingenieur
- Jewgeni Wladimirowitsch Salej, Forschungskosmonaut

### Rückkehrbesatzung
- Wladimir Wladimirowitsch Wasjutin (1. Raumflug), Kommandant
- Wiktor Petrowitsch Sawinych (2. Raumflug), Bordingenieur
- Alexander Alexandrowitsch Wolkow (1. Raumflug), Forschungskosmonaut

## Missionsüberblick
Siehe Hauptartikel Saljut 7 EO-4
Ursprünglich waren Wasjutin, Sawinych und Wolkow als vierte Langzeitbesatzung von Saljut 7 vorgesehen. Da die Station aber komplett ausfiel, wurde durch Sojus T-13 zuerst ein Reparaturtrupp mit Dschanibekow und Sawinych entsandt, der die Station wieder in Betrieb nehmen konnte.
Als die Raumstation wieder funktionsfähig war, kamen Wasjutin und Wolkow, in Begleitung von Gretschko nach. Gretschko begutachte den Zustand der Saljut nach den erfolgten Reparaturen, befand sie für einsatzfähig und kehrte zusammen mit Dschanibekow in Sojus T-13 zur Erde zurück, so dass die ursprünglich vorgesehene Mannschaft nun an Bord war.
Ein Ziel der Mission war das Andocken von Kosmos 1686, einem modifizierten TKS-Raumschiff, an Saljut 7. Dies geschah am 2. Oktober, womit sich die Raumstation stark vergrößerte. Kosmos 1686 hatte 4500 kg Versorgungsgüter an Bord, darunter ein ausfahrbarer Mast, der außen an der Station montiert werden sollte. Ab Mitte Oktober begann sich Wasjutin immer schwächer und unwohler zu fühlen. Ein weiteres Ziel, Arbeiten im Weltraum für die kommende Raumstation Mir zu üben, konnte wegen des sich immer weiter verschlimmernden Krankheitsbildes Wasjutins nicht mehr erreicht werden. Die Kosmonauten kehrten am 21. November zur Erde zurück. Statt der geplanten sechs Monate dauerte die Mission nur 64 Tage, und wichtige Experimente und Versuche für die Mir konnten nicht durchgeführt werden.